# تیمسون (تگزاس)
تیمسون، تگزاس(به انگلیسی: Timpson, Texas) شهری در ایالت تگزاس از ایالات جنوبی ایالات متحده آمریکا است. در سرشماری سال ۲۰۰۰، جمعیت این شهر ۱۰۹۴ نفر اعلام شد.